# Michel Valette
Pour les articles homonymes, voir Valette.
Michel Valette, né le 14 juin 1928 à Colmar et mort le 14 mars 2016 à Antony, est un cabaretier, comédien, auteur-compositeur-interprète, dessinateur et écrivain français.

## Biographie
Né à Colmar de Louis Valette, enseignant, et de Valentine Dupuis, couturière, frère cadet de Jeannette et Denyse, il passe son enfance à Laon.
À Paris, il étudie à l'École nationale des arts décoratifs (Arts déco), où il se lie d'amitié avec le dessinateur Fred. Il effectue son service militaire en Allemagne.
En 1954, il crée à Paris, dans l'île de la Cité, le cabaret La Colombe et, au cours des dix ans qui suivent, y fait faire leurs débuts à plus de 200 artistes, parmi lesquels Guy Béart, Anne Sylvestre, Pierre Perret, Jean Ferrat, Maurice Fanon, Francesca Solleville, Hélène Martin, Jean Vasca, Henri Gougaud, Georges Moustaki, Marc Ogeret, Philippe Avron et Claude Evrard, Bernard Haller, Henri Guybet, Michel Muller et Romain Bouteille.
En 1964, il est directeur artistique du cabaret Milord l'Arsouille. Il y met en scène des récitals en première partie et programme en vedettes Catherine Sauvage, Serge Gainsbourg, Guy Béart et Hélène Martin[réf. nécessaire].
En 1969, il crée rue Mouffetard le Service de diffusion artistique (SDA) de la Maison pour tous et l'anime pendant quatre ans et demi, en même temps qu'il assure l'administration du vieux Théâtre Mouffetard[réf. nécessaire].
En 1975, on le retrouve au cinéma dans Une partie de plaisir, de Claude Chabrol, et dans des films de Jean Delannoy et Paul Vecchiali (entre autres) ainsi que dans des téléfilms.
En 1989, au théâtre de Chaillot, il incarne le duc de Rochefort dans D'Artagnan mis en scène par Jérôme Savary avec Christophe Malavoy. Il fait partie du Théâtre des Cinquante animé par Andréas Voutsinás. Il joue au Théâtre La Bruyère et en tournée dans Le Malade imaginaire mis en scène par Karim Salah. Il y tient le rôle de Béralde et Jacques Fabbri celui du Malade. Il joue aussi dans Karamazov, créé à La Cartoucherie de Vincennes et à La Rochelle, adapté de Dostoïevski et mis en scène par Anita Picchiarini. Il y tient le rôle du Starets[réf. nécessaire].
En 1981, il joue dans le téléfilm L'Arme au bleu de Maurice Frydland.
En 1988, il se produit dans Ne reste que l'amour, mis en scène par Kazem Shahryari à l'Arlequin, et enregistre son premier 45 tours qui est suivi par plusieurs CD : Michel Valette chante Gilbert Hennevic (chez Jacques Canetti) ; De la Colombe à la Colombière ; J'ai le cœur à chanter ; et J'ai connu des gens merveilleux.
Parallèlement, il écrit De Verdun à Cayenne, l'histoire vraie de Robert Porchet, militant pacifiste du début du XXe siècle qui, après trois ans de service militaire, se retrouve sur les champs de bataille du premier conflit mondial. Sa désertion après la bataille de Verdun, sa capture et sa vie au bagne de Cayenne jusqu'à ce que l'Internationale des résistant(e)s à la guerre parvienne à raccourcir sa peine, puis à le faire revenir en France[réf. nécessaire].
En 1993, il crée en Essonne l'association culturelle Chant'Essonne, qu'il anime pendant sept ans. Il y fait connaître des artistes défendant la chanson française de qualité.

## Publications
- Le Joli Temps de la Colombe, Guy Trédaniel Éditeur, Paris, septembre 2013, 420 p.  (ISBN 2813206539) avec un DVD de 45 min associé.
- Jean Ferrat tout simplement, Guy Trédaniel Éditeur, Paris, juin 2010, 232 p.  (ISBN 9782813 201836)
- De Verdun à Cayenne, Robert Porchet (1891-1964), éd. Les Indes savantes, 2007. (ISBN 978-2-84654-150-3)

## Filmographie

### Cinéma
- 1985 : Une partie de plaisir, réalisateur Claude Chabrol

### Télévision
- 1981 : L'Arme au bleu, réalisateur Maurice Frydland, Pierre Arditi, Richard Anconina
- 1982 : Il y a 25 ans La Colombe, réalisateur Maurice Frydland, avec Guy Béart, Anne Sylvestre, Bernard Haller, Paul Hébert, Brigitte Sauvane, Henri Guybet

## Théâtre
- 1985 : La Ville de Paul Claudel, mise en scène Bernard Sobel, Théâtre des Amandiers
- 1988 : D'Artagnan (Jean Loup Dabadie), mise en scène Jérôme Savary, Théâtre national de Chaillot, Théâtre Mogador